# Sesostri II
Sesostri II (o Sesostris II, ellenizzazione dell'originale Senuosret II; anche Kakheperra Sesostri) (... – 1878 a.C.) è stato un faraone della XII dinastia egizia.
Sesostri II regnò dal 1895 a.C. (o 1885 a.C.) al 1878 a.C.. Si interessò molto alla regione dell'oasi del Fayyum e realizzò un efficiente sistema di irrigazione da Bahr Yussef al lago Moeris mediante la costruzione di una diga a El-Lahun e di canali di drenaggio addizionali, rendendo il Fayyum un'area largamente coltivabile. In seguitò spostò la necropoli reale da Dahshur a El-Lahun, dove eresse la propria piramide. Tale località sarebbe rimasta la capitale politica della XII e XIII dinastia. Il nome regale di Sesostri II, Kakheperra, significa "Il Ka di Ra ha preso forma", mentre il suo nome di nascita, Sesostri appunto (Senuosret in egizio) significa "Uomo della dea Uosret".

## Dibattito sulla durata del regno
Fra i sovrani della XII dinastia, la durata del regno di Sesostri II è la più dibattuta fra gli studiosi. Il Papiro dei Re (o "Lista di Torino") attribuisce a un anonimo faraone della dinastia, comunemente identificato con Sesostri II, ben 19 anni di regno; la data più alta archeologicamente attestata per Sesostri II è solamente l'8º anno di regno, registrato su una stele in arenaria rossa rinvenuta nel giugno 1932 in una cava a Toshka. Alcuni studiosi preferiscono attribuire 10 anni di regno a Sesostri II e attribuire quei 19 anni a Sesostri III, mentre altri ancora - come Jürgen von Beckerath e Frank J. Yurco - hanno mantenuto la durata tradizionale di 19 anni, date le numerose imprese del faraone. Yurco ha notato che limitare il suo regno a soli 6 o 10 anni pone difficoltà considerevoli, poiché Sesostri II

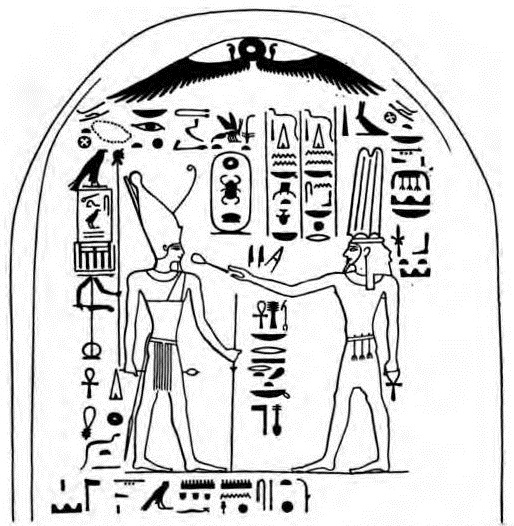
Riproduzione di una stele raffigurante Sesostri II, a sinistra, che riceve la vita da Horus (nella sua forma di Signore del Deserto Orientale).

Attualmente, i problemi posti dalla cronologia di Sesostri II sembrano irrisolvibili, anche se molti egittologi gli attribuiscono al più un decennio di regno, attenendosi strettamente all'assenza di date che superino l'8º anno di regno. Se il faraone anonimo regnante per 19 anni menzionato dal "Canone di Torino" fosse proprio Sesostri II, ciò porterebbe a una modifica del dato temporale fornito dal Canone medesimo, da 19 a 9 anni.
Paradossalmente, il computo dei mesi e giorni, sempre indicati dopo gli anni, può essere invece accertato. Come ha osservato lo studioso di cronologie faraoniche Jürgen von Beckerath, nelle iscrizioni del complesso sepolcrale di Sesostri II a El-Lahun compare con una certa frequenza la celebrazione denominata "dell'andare verso il Cielo", che perciò potrebbe essere la data della morte del sovrano. Tali documenti permettono di stabilire che la celebrazione avveniva, secondo il calendario egizio, nel "IV mese di Peret, giorno 14". Siccome Sesostri II regnò in coreggenza con il padre Amenemhat II per 3 anni, e durante il Medio Regno le coreggenze iniziavano al capodanno egizio ("I Akhet, giorno 1"), e risultando così 7 mesi e 13 giorni fra l'inizio della coreggenza e la verosimile data di morte, si può concludere che presumibilmente Sesostri II regnò per 9 (o 19) anni, 7 mesi e 13 giorni.

## Successione
Gli successe il figlio Sesostri III, con il quale, a differenza degli altri faraoni della dinastia, non avrebbe condiviso una coreggenza. Viceversa, alcuni studiosi ritengono che la coreggenza ci sia stata, prendendo in esame uno scarabeo recante i nomi di entrambi i sovrani, un'iscrizione dedicatoria che celebra la ripresa dei rituali di Sesostri II e Sesostri III e un papiro che menzionerebbe sia il 19º anno di regno di Sesostri II che il 1° di Sesostri III. Nessuno di questi documenti prova inconfutabilmente una coreggenza. Si pensa anzi che il papiro in questione si riferisca al 19º anno di regno di Sesostri III e al 1° di suo figlio Amenemhat III. Al giorno d'oggi non si ha traccia, a El-Lahun, di documenti risalenti al regno di Sesostri II, sebbene proprio lui abbia trasferito la capitale in tale località.

## Tesori del complesso sepolcrale di Sesostri II

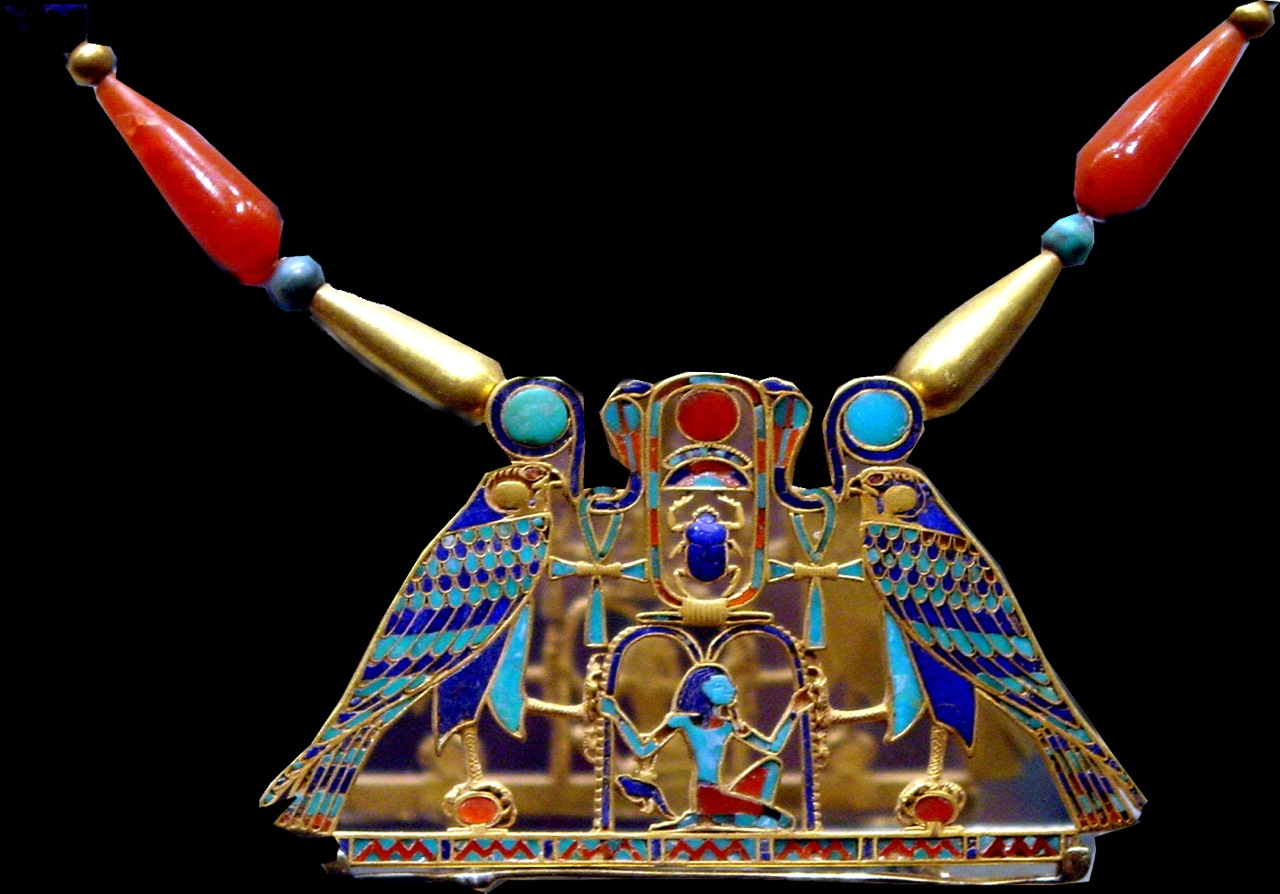
Pettorale trovato nella tomba della principessa Sitathoriunet. Il cartiglio reca il nome regale di Sesostri: Khakheperra. Corniola, feldspato, granato, turchese e lapislazzuli intarsiati in oro. Metropolitan Museum of Art, New York.

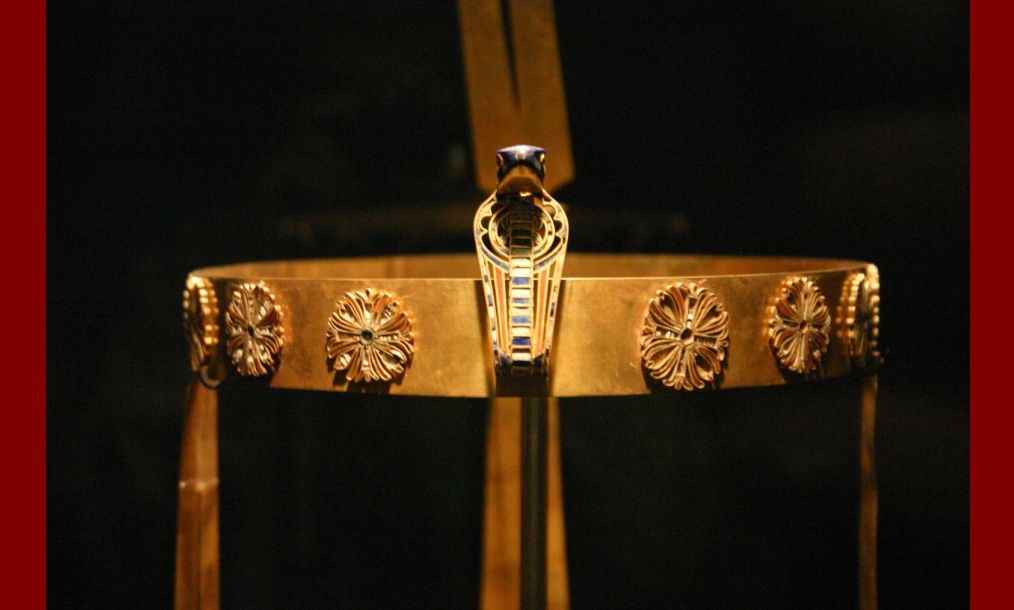
Corona, o diadema, della principessa Sithathoriunet. Museo egizio del Cairo.

Nel 1889, l'archeologo britannico Flinders Petrie rinvenne "un meraviglioso e intarsiato ureo reale in oro", originariamente appartenente al corredo funebre di Sesostri II, posizionato in una camera della piramide del faraone; il tesoro della tomba subì saccheggi, mentre la camera in questione finì allagata. L'ureo è attualmente al Museo egizio del Cairo. La tomba della principessa Sithathoriunet, una figlia di Sesostri II, fu portata alla luce dagli archeologi in un sito sepolcrale separato e portò alla scoperta di numerosi gioielli, fra cui un paio di pettorali e un diadema, oggi suddivisi fra il Metropolitan Museum of Art di New York e il Museo egizio del Cairo.
Nel 2009, sono stati annunciati i risultati di alcuni scavi condotti dall'archeologo Abdul Rahman Al-Ayedi: nei pressi della piramide di El-Lahun è stato dissotterrato un nascondiglio di mummie d'epoca faraonica racchiuse in feretri di legno vivacemente dipinto. Le mummie giacevano in una zona rocciosa coperta dalle sabbie, presso la piramide di Sesostri II.

## Piramide

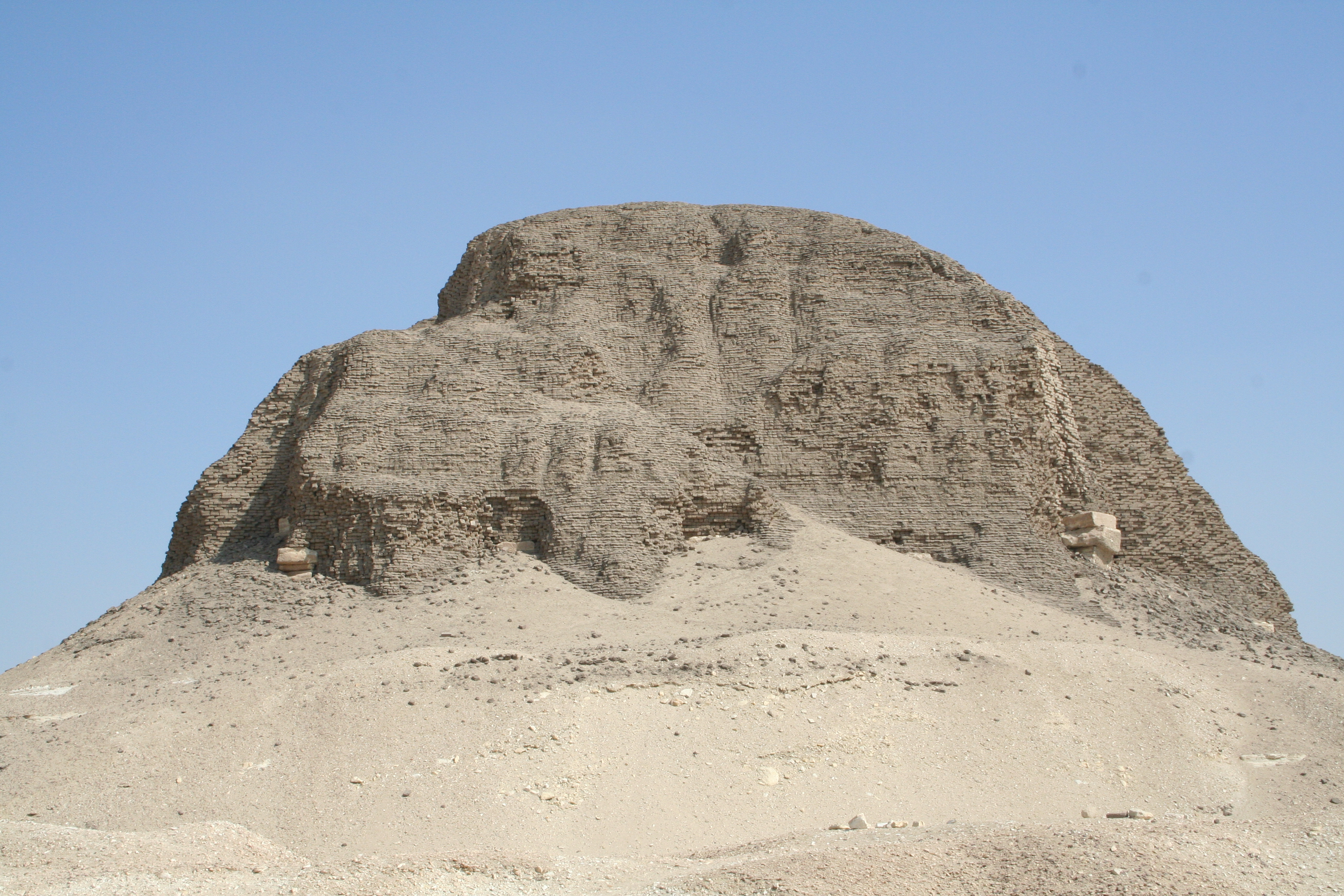
Rovine della piramide di Sesostri II a El-Lahun.

La piramide di Sesostri II fu costruita intorno a una struttura a bracci radiali in pietra calcarea, simile alle strutture iniziali già impiegate in architettura sotto Sesostri I. Invece di utilizzare un riempimento di sassi, fango e malta, Sesostri II optò per i mattoni di fango prima di rivestire la struttura con uno strato di calcare levigato. Le pietre del rivestimento esterno furono incastrate con inserti a coda di rondine, alcuni dei quali esistono tuttora. Intorno al nucleo centrale fu scavata un fossato riempito di sassi e detriti per fungere da trincea drenante. Il rivestimento calcareo si trovava in corrispondenza di questo canale di scolo, segno che Sesostri era preoccupato per i danni provocati dall'acqua. Tale rivestimento calcareo fu poi asportato da Ramses II per impiegarlo nelle proprie costruzioni, e lasciò iscrizioni a testimoniarlo.

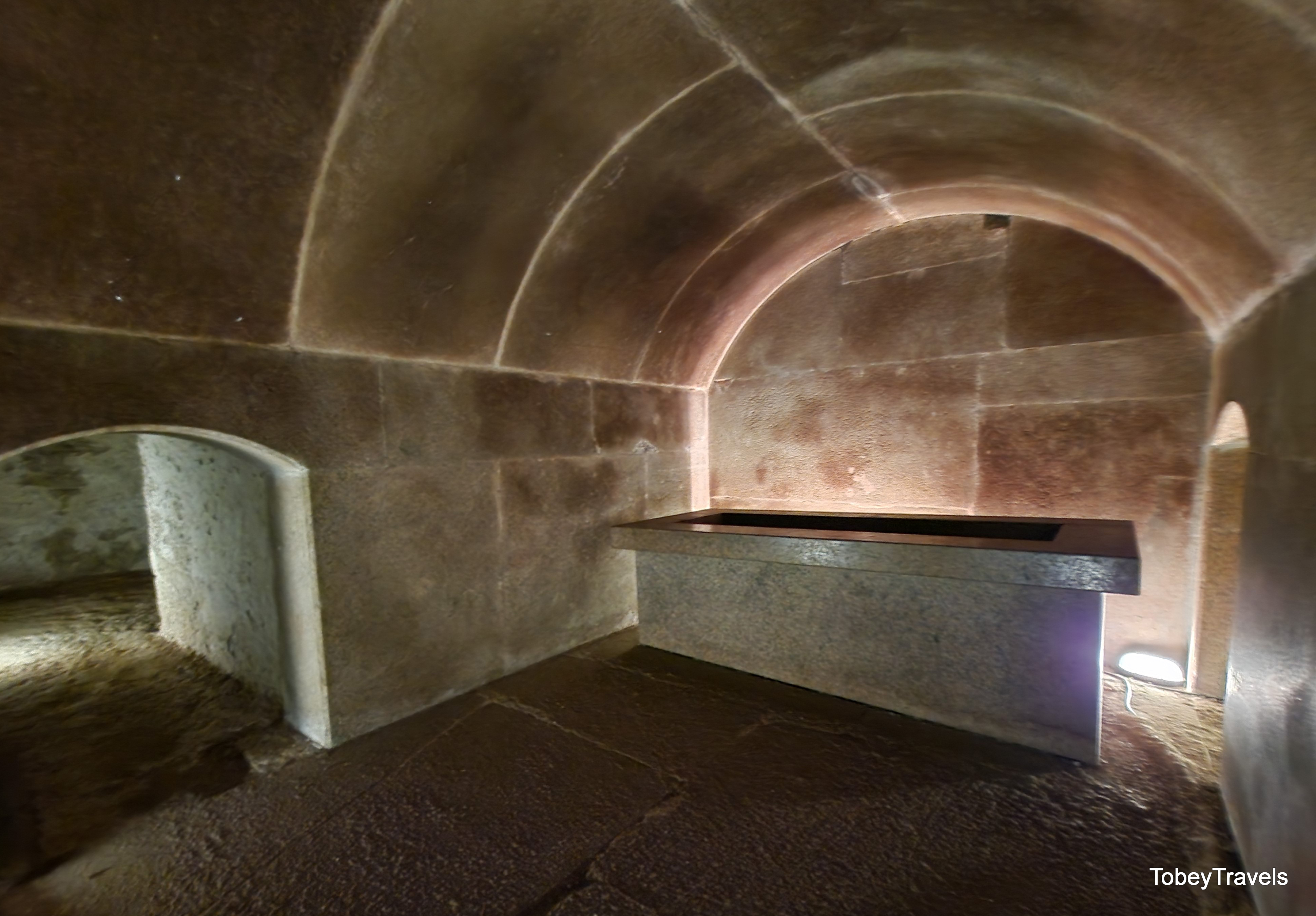
La camera sepolcrale e il sarcofago di Sesostri II, all'interno della sua piramide.

A nord del complesso di Sesostri II furono edificate otto mastabe e una piccola piramide, il tutto all'interno di un muro di cinta, pure questo rivestito di pietra calcarea e decorato con nicchie - forse ad imitare il complesso funerario di Djoser e Saqqara, allora vecchio di quasi 8 secoli. Le mastabe erano massicce e non furono trovate stanze né al loro interno che al di sotto di esse: probabilmente furono concepite come cenotafi o sepolture simboliche. Flinders Petrie studiò la piramide minore e non trovò gli ambienti al suo interno; gli ingressi alle camere si trovano infatti sul lato meridionale, mentre Petrie lavorò per mesi sul lato settentrionale.
Il pozzo verticale d'accesso fu scavato quando i lavori si erano conclusi i lavori e fu camuffato in modo da assomigliare a una camera sepolcrale, verosimilmente in un tentativo di confondere i ladri. Un pozzo secondario conduceva a una camera a volta e a un pozzo ancora più profondo, forse legato al culto di Osiride oppure finalizzato alla ricerca di una falda freatica. Un passaggio portava, in direzione nord, a superare una camera laterale, per poi svoltare a ovest verso un'anticamera e una camera sepolcrale a volta (affiancata da un'ennesima stanza). La camera sepolcrale in questione era circondata da una serie di passaggi, forse in riferimento al mito della nascita di Osiride, mentre nella camera fu rinvenuto un sarcofago più grande della stessa soglia e delle gallerie, e che quindi fu posizionato quando la piramide era in costruzione e a cielo aperto.

## Liste reali
| N5 | N28 | L1 |

| N5 | N28 | L1 |

| N5 | N28 | L1 |

| N5 | N28 | L1 |

| N5 | N28 | L1 |

| N5 | N28 | L1 |

| N5 | N28 | L1 |

| N5 | N28 | L1 |

| N5 | N28 | L1 |

| N5 | N28 | L1 |

| N5 | N28 | L1 |

| N5 | N28 | L1 |

| N5 | N28 | L1 |

| N5 | N28 | L1 |

| N5 | N28 | L1 |

| N5 | N28 | L1 |

| HASH |

| HASH |

| HASH |

| HASH |

| HASH |

| HASH |

| HASH |

| HASH |

## Titolatura
| G5 |

| G5 |

| S29 | T32 | w | N16 · N16 |

| S29 | T32 | w | N16 · N16 |

| S29 | T32 | w | N16 · N16 |

| S29 | T32 | w | N16 · N16 |

| S29 | T32 | w | N16 · N16 |

| S29 | T32 | w | N16 · N16 |

| S29 | T32 | w | N16 · N16 |

| S29 | T32 | w | N16 · N16 |

| G16 |

| G16 |

| S29 | N28 · D36 · Y1 | Aa11 · D36 · X1 | H6 |

| S29 | N28 · D36 · Y1 | Aa11 · D36 · X1 | H6 |

| G8 |

| G8 |

| R8A · R4 · S12 | G5 |

| R8A · R4 · S12 | G5 |

| M23 · X1 | L2 · X1 |

| M23 · X1 | L2 · X1 |

| N5 | N28 | L1 |

| N5 | N28 | L1 |

| N5 | N28 | L1 |

| N5 | N28 | L1 |

| N5 | N28 | L1 |

| N5 | N28 | L1 |

| N5 | N28 | L1 |

| N5 | N28 | L1 |

| G39 | N5 |

| G39 | N5 |

| F12 | S29 | D21 · X1 | O34 · N35 |

| F12 | S29 | D21 · X1 | O34 · N35 |

| F12 | S29 | D21 · X1 | O34 · N35 |

| F12 | S29 | D21 · X1 | O34 · N35 |

| F12 | S29 | D21 · X1 | O34 · N35 |

| F12 | S29 | D21 · X1 | O34 · N35 |

| F12 | S29 | D21 · X1 | O34 · N35 |

| F12 | S29 | D21 · X1 | O34 · N35 |

## Altre datazioni
| Autore        | Anni di regno         |
| ------------- | --------------------- |
| Grimal        | 1895 a.C. - 1878 a.C. |
| Malek         | 1886 a.C. - 1876 a.C. |
| von Beckerath | 1882 a.C. - 1872 a.C. |